# 시루

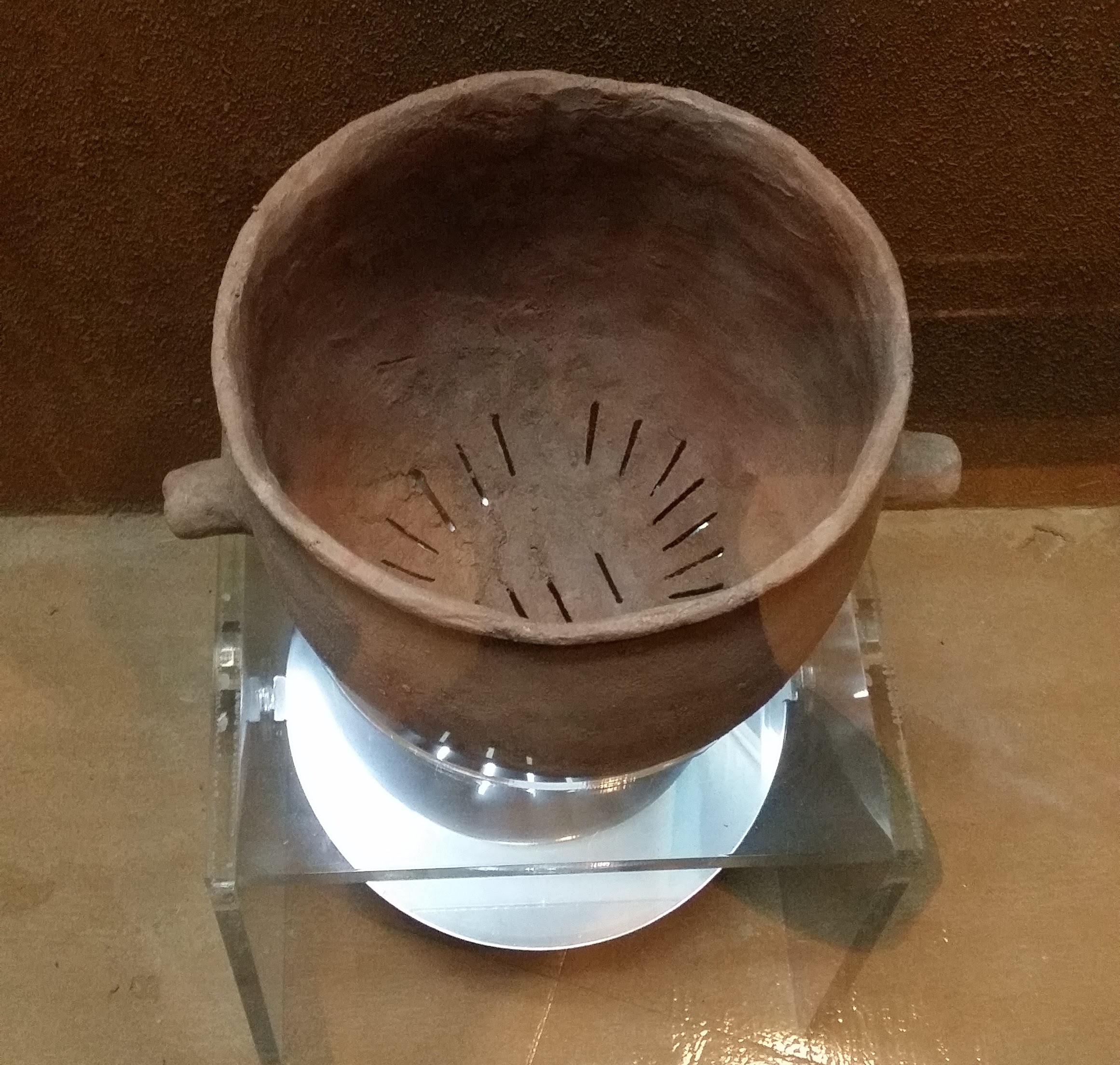
청동기 시대의 시루

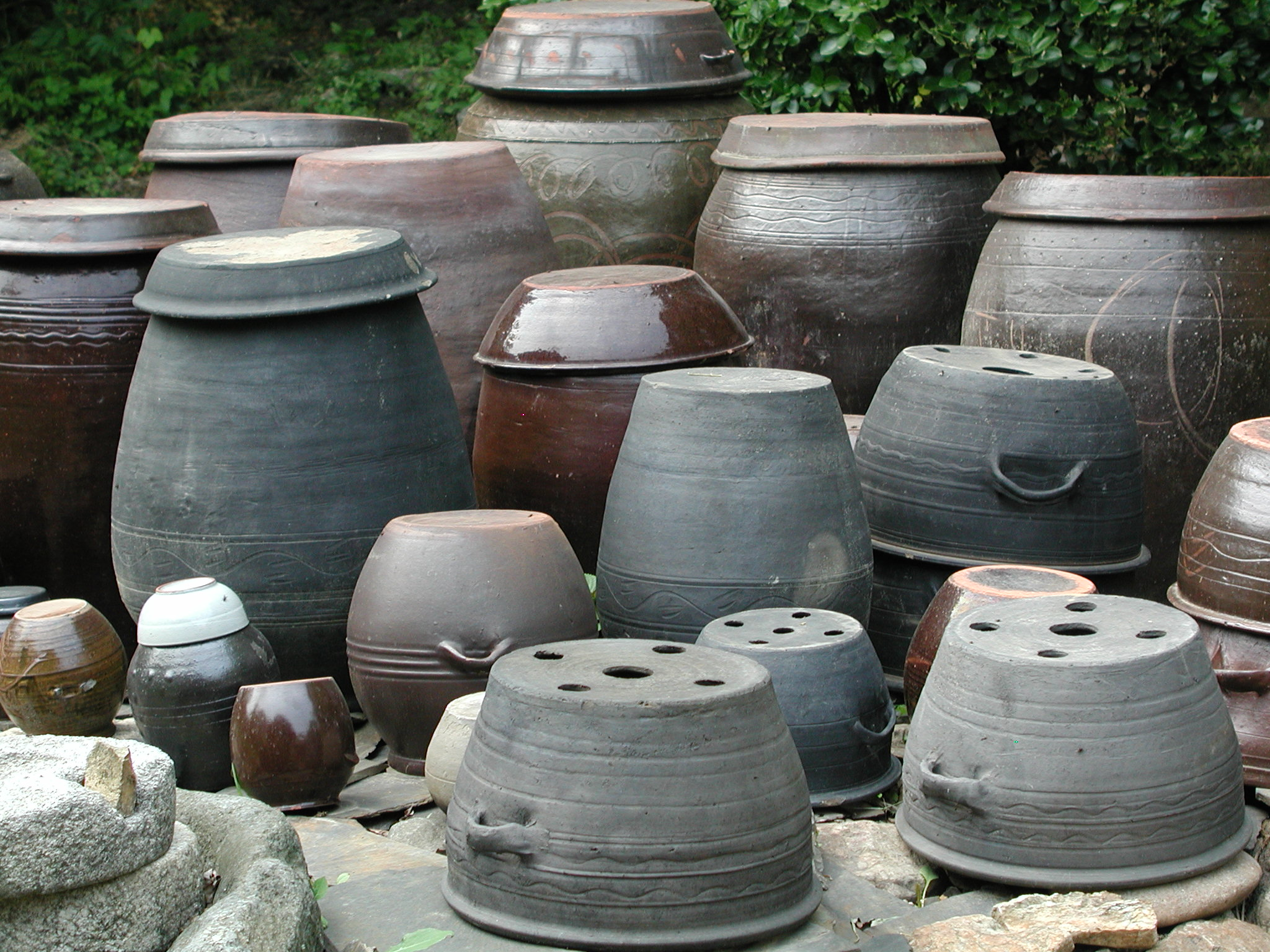
시루

시루는 떡, 쌀 등을 찌는 데 쓰는 둥근 질그릇이다. 강원, 경상, 전남, 제주에서는 시리라고도 부른다.
자배기 모양으로 바닥에 구멍이 여러 개 뚫렸다. 주로 토기나 옹기로 만들며, 유기로 만든 것도 있다. 또 시루 안의 재료가 구멍으로 빠지지 않도록 칡덩굴 등으로 시루밑을 깔았다.

## 참조
1. ↑  네이버 국어사전 시리1

## 같이 보기
- 찜통